# Luigi Palmieri

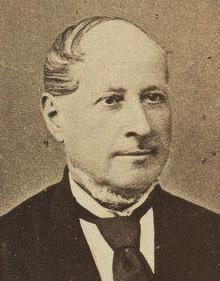
Luigi Palmieri

Luigi Palmieri (* 23. April 1807 in Faicchio, Königreich Neapel; † 9. September 1896 in Neapel) war ein italienischer Physiker, Meteorologe, Seismologe und Vulkanologe.

## Leben
Palmieri besuchte zunächst die Priesterseminare in Caiazzo und Avellino, bevor er sich entschloss Physik an der Universität Neapel zu studieren. Das Studium schloss er 1825 mit der Laurea ab. Wenige Jahre später beendete er dort sein Zweitstudium in Philosophie ebenfalls erfolgreich.
1831 öffnete er eine Privatschule in Neapel für Mathematik und Philosophie, die bis 1860 bestand. 1845 übernahm er die Lehrtätigkeit von Pasquale Galluppi für Logik und Metaphysik an der Universität Neapel. Nach dem Tod Gallupis 1847 wurde ihm dessen Lehrstuhl anvertraut. 1860 gab er den Lehrstuhl ab und übernahm stattdessen den von ihm initiierten Lehrstuhl für Geophysik und Meteorologie. Dem Lehrstuhl angeschlossen waren das meteorologische Observatorium und das 1842 gegründete Vesuv-Observatorium, deren Leitung Palmieri ebenfalls übernahm. Den Lehrstuhl und die beiden Observatorien leitete er bis zu seinem Tode.
Luigi Palmieri war verheiratet und Vater von fünf Kindern. Er gehörte zahlreichen wissenschaftlichen Gesellschaften an, darunter seit 1842 der Accademia Pontaniana und der Accademia Nazionale delle Scienze seit 1869. 1876 wurde er zudem zum Senator des Königreichs ernannt. Palmieri gehörte außerdem dem Stadtrat von Neapel an.
Palmieri wurde bekannt insbesondere durch verbesserte Messgeräte, etwa einen elektromagnetischen Seismographen und Geräte zur Messung elektrischer Spannungen in der Atmosphäre. 1882 gelang es ihm, durch die Spektralanalyse von Vesuv-Lava erstmals das Element Helium auf der Erde nachzuweisen.
Der Mondkrater Palmieri ist nach ihm benannt.